# Erhard Glaser
Erhard Glaser, avstrijski general in vojaški zdravnik, * 8. januar 1870, † 10. julij 1947.

## Življenjepis
Po študiju medicine na Univerzi v Pragi (1890–1896) je za eno leto vstopil v avstro-ogrsko vojsko.
Leta 1897 je bil aktiviran kot vojaški zdravnik; služil je v Pragi (1897), na Dunaju (1897–1898), v Bosni in Hercegovini (1989–1904), na Dunaju (1904–1906),... Upokojil se je leta 1920.
Med letoma 1923 in 1926 je bil svetovalni higienik za Bundesheer; med letoma 1926 in 1942 je bil profesor farmakologije na Univerzi na Dunaju.
V Wehrmachtu je bil glavni zdravstveni častnik v zaledju 14. armade, nato pa 12. armade.
Upokojil se je 30. junija 1944.